# South Bank, Redcar and Cleveland
South Bank är en ort i kommunen Redcar and Cleveland i riksdelen England, i den centrala delen av Storbritannien. Antalet invånare är 7 800.